# Ezequiel Perea Sánchez
Ezequiel Perea Sánchez (* 9. April 1911 in San Luis Potosí, Mexiko; † 10. November 1986) war Bischof von San Luis Potosí.

## Leben
Ezequiel Perea Sánchez empfing am 25. Oktober 1936 das Sakrament der Priesterweihe.
Am 25. November 1972 ernannte ihn Papst Paul VI. zum Bischof von San Luis Potosí. Der Erzbischof von Morelia, Estanislao Alcaraz y Figueroa, spendete ihm am 12. Januar 1973 die Bischofsweihe; Mitkonsekratoren waren der Erzbischof von Puebla de los Ángeles, Octaviano Márquez y Tóriz, und der Erzbischof von Monterrey, Alfonso Espino y Silva.
Am 25. April 1986 nahm Papst Johannes Paul II. das von Ezequiel Perea Sánchez aus Altersgründen vorgebrachte Rücktrittsgesuch an.